# Sowjetischer Eishockeypokal 1967
Die Saison 1967 war die neunte Austragung des sowjetischen Eishockeypokals. Pokalsieger wurde zum sechsten Mal ZSKA Moskau. Bester Torschütze des Turniers war Wladimir Wikulow von ZSKA Moskau mit sieben Toren.

## Teilnehmer
| Teams der I gruppa: | Teams der II gruppa: | Weitere Teams: |
| --- | --- | --- |
| - Torpedo Gorki - Dynamo Kiew - SKA Leningrad - Torpedo Minsk - Dynamo Moskau - Krylja Sowetow Moskau - Lokomotive Moskau - Spartak Moskau - ZSKA Moskau - Metallurg Nowokusnezk - Sibir Nowosibirsk - Chimik Woskressensk | - Kristall Elektrostal - SKA Kalinin - SK Uritskogo Kasan - Sputnik Nischni Tagil - SKA Nowosibirsk - Diselist Pensa - Molot Perm - Daugava Riga - Awtomobilist Swerdlowsk - Traktor Tscheljabinsk - Salawat Julajew Ufa - Torpedo Ust-Kamenogorsk | - Jermak Angarsk - Progress Glasow - SKA Kuibyschew - Dynamo Leningrad - Aeroflot Omsk - Energija Saratow - Metallurg Serow - Maschinostroitel Slatoust - Woschod Tscheljabinsk - Swesda Tscherbakul - Metallurg Tscherepowez |

## Ergebnisse

### Erste Runde
| Wosschod Tscheljabinsk | 1:6 | Molot Perm            |
| Dynamo Leningrad       | 3:2 | Energija Saratow      |
| Metallurg Serow        | 7:6 | Traktor Tscheljabinsk |

### Sechzehntelfinale
| Daugava Riga              | 0:5       | Spartak Moskau        |
| SKA Kuibyschew            | 3:9       | SKA Nowosibirsk       |
| Maschinostroitel Slatoust | 1:3       | Krylja Sowetow Moskau |
| Kristall Elektrostal      | 1:3       | Torpedo Gorki         |
| Sputnik Nischni Tagil     | 5:12      | SKA Leningrad         |
| Salawat Julajew Ufa       | 4:8       | Dynamo Moskau         |
| Dynamo Leningrad          | 4:3       | Metallurg Serow       |
| Diselist Pensa            | 2:11      | Chimik Woskressensk   |
| Swesda Tscherbakul        | 5:3       | SK Uritskogo Kasan    |
| SKA MWO Kalinin           | 2:1       | Torpedo Minsk         |
| Metallurg Tscherepowez    | 4:9       | Lokomotive Moskau     |
| Aeroflot Omsk             | 3:1       | Sibir Nowosibirsk     |
| Progress Glasow           | 5:6 n. V. | Dynamo Kiew           |
| Awtomobilist Swerdlowsk   | 3:9       | ZSKA Moskau           |
| Molot Perm                | (W)       | Jermak Angarsk        |
| Torpedo Ust-Kamenogorsk   | (W)       | Metallurg Nowokusnezk |

### Achtelfinale
| Spartak Moskau        | (W) | SKA Nowosibirsk         |
| Krylja Sowetow Moskau | 3:1 | Torpedo Gorki           |
| SKA Leningrad         | 4:2 | Torpedo Ust-Kamenogorsk |
| Dynamo Moskau         | 4:3 | Molot Perm              |
| Chimik Woskressensk   | 4:3 | Dynamo Leningrad        |
| Swesda Tscherbakul    | 4:5 | SKA MWO Kalinin         |
| Lokomotive Moskau     | 2:0 | Aeroflot Omsk           |
| Dynamo Kiew           | 2:7 | ZSKA Moskau             |

### Viertelfinale
| Spartak Moskau    | 10:5 | Krylja Sowetow Moskau |
| SKA Leningrad     | 5:1  | Dynamo Moskau         |
| SKA MWO Kalinin   | 4:3  | Chimik Woskressensk   |
| Lokomotive Moskau | 1:6  | ZSKA Moskau           |

### Halbfinale
| Spartak Moskau  | 7:4       | SKA Leningrad |
| SKA MWO Kalinin | 3:4 n. V. | ZSKA Moskau   |

### Finale
| ZSKA Moskau | 2:0 | Spartak Moskau |

## Pokalsieger
| Pokalsieger ZSKA Moskau | Torhüter: Wiktor Tolmatschow Verteidiger: Wladimir Breschnew, Eduard Iwanow, Wiktor Kuskin, Wladimir Luttschenko, Alexander Ragulin, Oleg Saizew Angreifer: Weniamin Alexandrow, Alexander Almetow, Wiktor Jeremin, Anatoli Firsow, Anatoli Ionow, Jewgeni Mischakow, Juri Moissejew, Boris Nosdrin, Wiktor Polupanow, Igor Romischewski, Wladimir Wikulow Cheftrainer: Anatoli Tarassow |